# Канарские острова
Кана́рские острова́ (исп. Islas Canarias) — архипелаг из семи островов вулканического происхождения в Атлантическом океане, недалеко от северо-западного побережья Африки (Марокко и Западная Сахара). Острова принадлежат территориально Испании, но географически располагаются в Африке. Являются одним из автономных сообществ этой страны.
Столиц две — Санта-Крус-де-Тенерифе и Лас-Пальмас-де-Гран-Канария, но до 1927 года Санта-Крус-де-Тенерифе был единственной столицей.

## Этимология
Название «Канарские острова» (исп. Las Islas Canarias) происходит от лат. Canariae Insulae, означающее буквально «Собачьи острова». Древнеримский учёный Плиний Старший считал, что название островам было дано из-за большого количества крупных собак на них. При этом он ссылается на описания мавретанского короля Юбы II, предпринявшего путешествие к архипелагу в 40 году до н. э. Две собаки были взяты с собой на его родину (территория современного Марокко), а затем попали на герб Канарских островов.
По другой версии, «собаками» называли морских собак (лат. canis marinus) или морских львов, ранее имевших большие колонии на островах.
В древнеримских источниках также встречается версия названия островов по берберским племенам, живущим на территории Марокко.

## География

Карта островов

Архипелаг состоит из семи крупных обитаемых островов и нескольких маленьких. В центре находится Тенерифе (2057 км²), являющийся самым крупным и самым густонаселённым островом архипелага. На Тенерифе также находится высшая точка архипелага и всей Испании — вулкан Тейде (3718 м). К западу находятся острова Гомера (378 км²), Иерро (277 км²) и Пальма (708 км²). Остров Гран-Канария находится к востоку от Тенерифе. Это третий по величине остров архипелага (1532 км²). Далее на восток идут Фуэртевентура (1659 км²) и Лансароте (795 км²). Из шести маленьких островков только на острове Грасьоса (27 км²) живут люди. На востоке находятся острова Алегранса (10 км²), Монтанья-Клара (1 км²), Лобос (6 км²), Роке-дель-Оэсте и Роке-дель-Эсте. Всего — 13 островов.
Географически архипелаг входит в Макаронезию — группу вулканических островов вместе с Азорскими островами, островами Зелёного Мыса, Мадейрой и Селваженш.

## Климат
Климат Канар тропический пассатный, умеренно жаркий и сухой, он определяется:
- близким расположением к Африке (пустыне Сахара), из-за чего сюда волнами дует ветер шерги (сирокко), который приносит зной и песок; более засушливыми являются восточные острова;
- постоянными ветрами-пассатами, дующими с северо-востока, несущими влагу и смягчающими влияние Африки;
- влияние Атлантического океана, холодного Канарского течения, наличие постоянного антициклона над Азорскими островами смягчает климат; из-за течения осадков на островах меньше, зато на прибрежных пляжах не жарко;
- Острова гористы, поэтому на климат и погоду влияет также высота и рельеф, что особенно заметно на Тенерифе, Пальме, Гран-Канарии — самых высоких островах архипелага; про них говорят, что это «континенты в миниатюре»: климат разительно меняется от уровня моря на побережье, где температура даже зимой редко отклоняется от отметки в 20 °С, до 2000 м высоты, поднявшись на которую можно увидеть снег, иногда даже летом.

Для всего архипелага характерна значительная разница в климате и погоде между севером и югом — северные острова более зелёные, влажные, южные — сухие.
В целом для островов характерно равномерное распределение температуры. Большинство дней стоит тёплая солнечная сухая погода, температура воды постоянна целый год, не опускается ниже 20 °С, на побережье температура воздуха редко опускается ниже 10 °С и редко поднимается выше 25 °С зимой, в то время как летом температура редко бывает ниже 20 °С, но часто превышает 30 °С.

## Флора и фауна

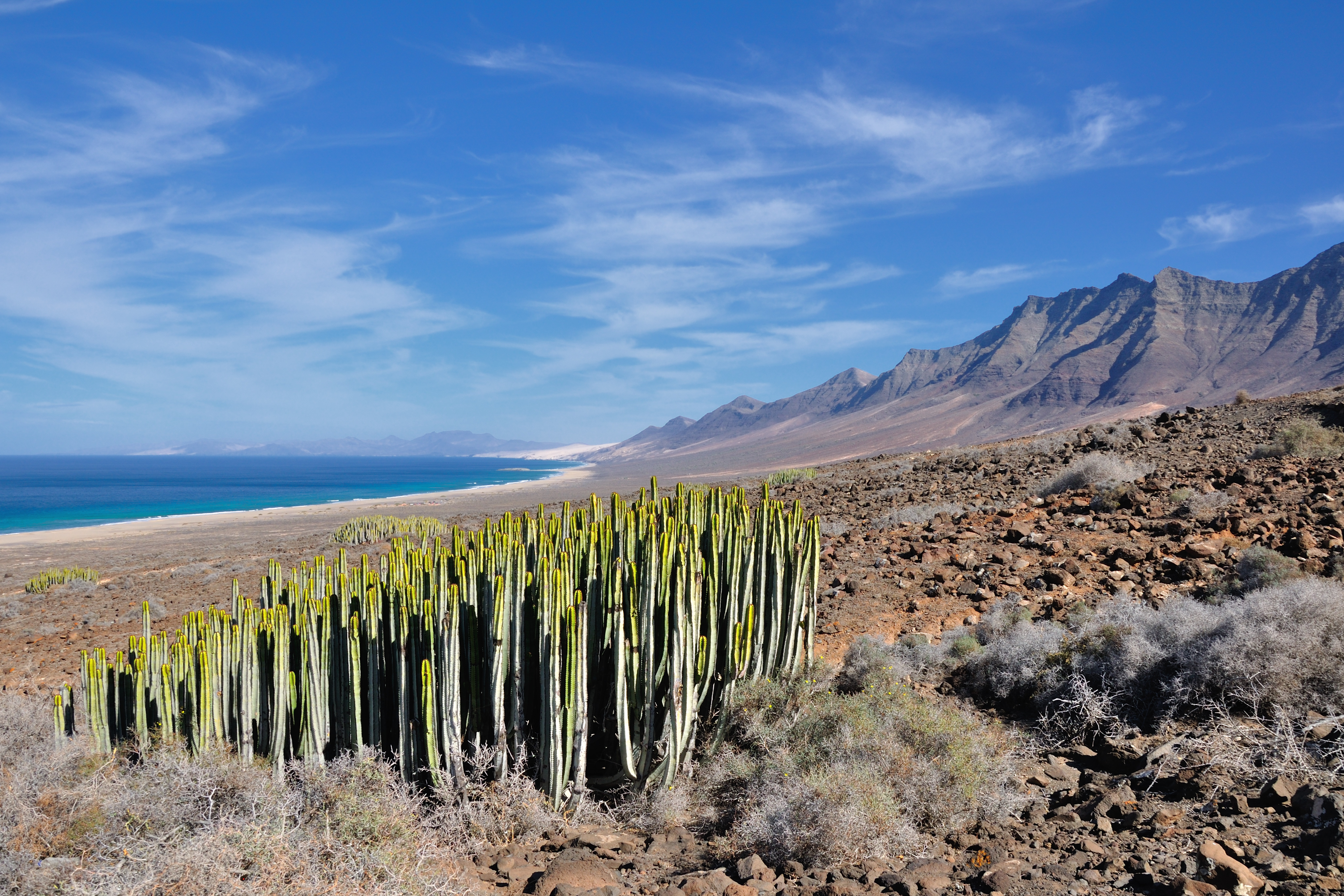
Молочай канарский

### Доисторическая фауна
До прихода аборигенов Канарские острова были населены эндемичными животными, такими как гигантские ящерицы (Gallotia goliath), гигантские крысы (Canariomys bravoi и Canariomys tamarani), гигантские черепахи (Centrochelys burchardi и Geochelone vulcanica) и другие.

### Дикая природа

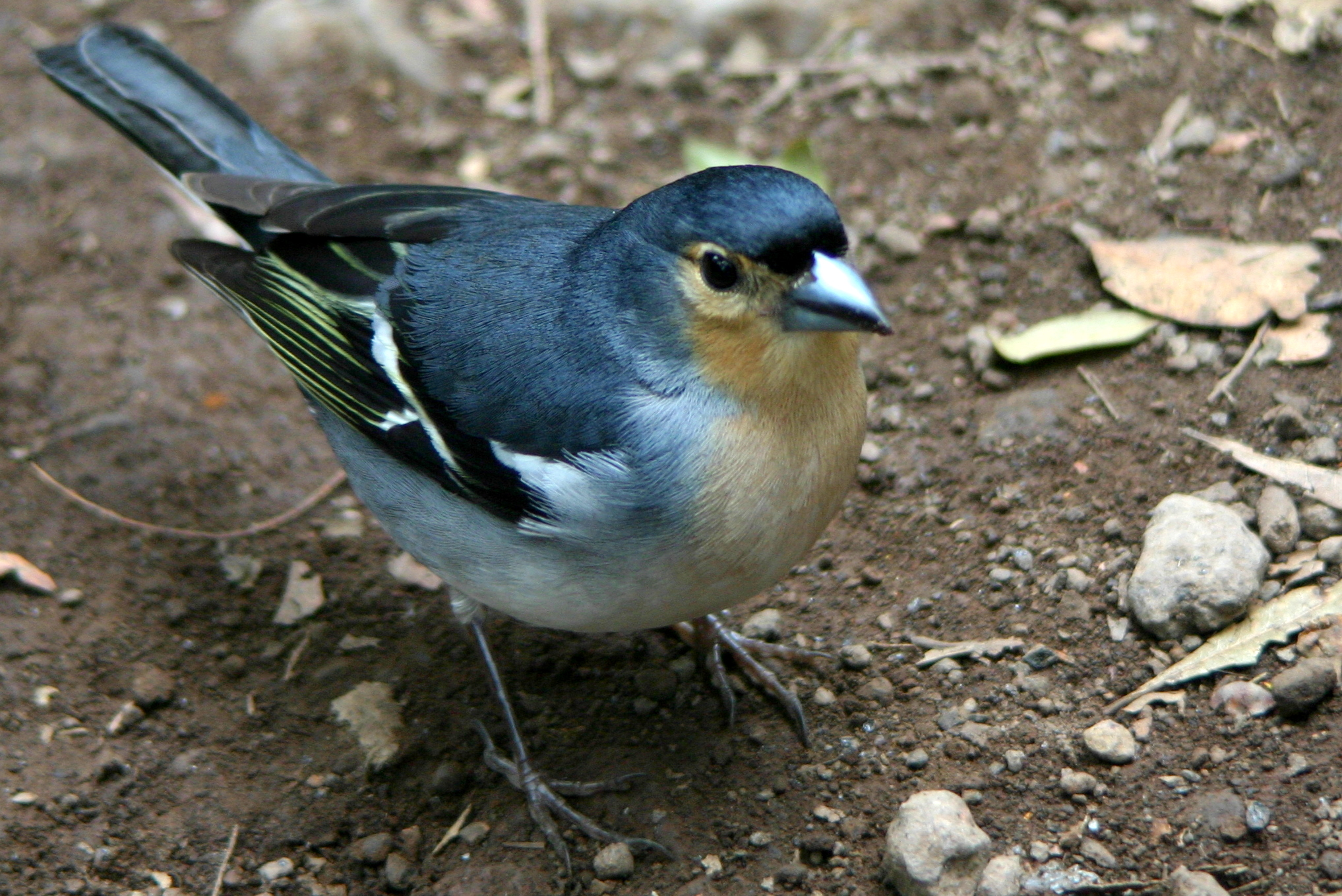
Пальмский зяблик

Канарские острова отличаются разнообразием местообитаний и разнообразием видов растений. Здесь обитают европейские и африканские виды птиц, такие как чернобрюхий рябок, а также богатое разнообразие местных групп, среди них:
- канарский канареечный вьюрок
- голубой зяблик
- Fringilla canariensis palmae
- темнохвостый лавровый голубь
- белохвостый лавровый голубь
- одноцветный стриж
- Chlamydotis undulata
- † канарский чёрный кулик-сорока

Наземная фауна включает гекконов, стенных ящериц и три местных вида недавно вновь открытых и находящихся под угрозой исчезновения гигантских ящериц — эндемиков Иерро, Гомеры и Пальмы. Млекопитающие включают канарскую белозубку, уанарскую ушастую летучую мышь, алжирского ежа (который, возможно, был завезён) и муфлона. Некоторые местные млекопитающие, такие как мышь лавы, гигантские крысы Тенерифе и Гран-Канарии, вымерли, так же как и канарская перепёлка, длинноногая овсянка, теньковка и гигантские черепахи.

### Морская фауна

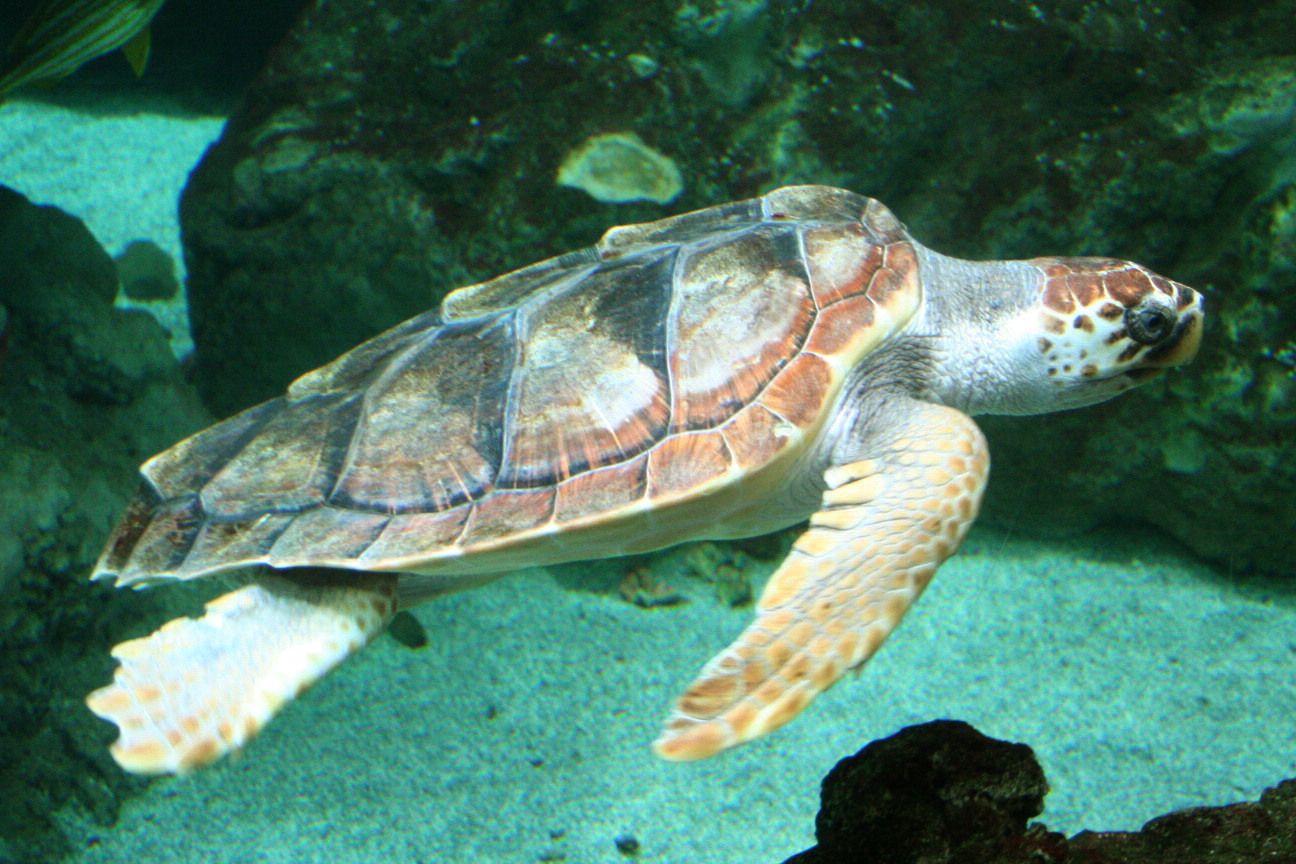
Головастая морская черепаха — самый распространённый вид морских черепах на Канарских островах

Морская фауна, обитающая на Канарских островах, также разнообразна, она представляет собой сочетание североатлантических, средиземноморских и местных видов. В последние годы растущая популярность как подводного плавания, так и подводной фотографии дала биологам много новой информации о морской фауне островов.
Здесь обитает множество видов акул, скатов, мурен, лещей, ставрид, рамфокотт, скорпеновых, спинорогов, морских окуней, бычков. Кроме того, существует множество видов беспозвоночных, в том числе губок, медуз, крабов, моллюсков, морских ежей, морских звезд, голотурий и кораллов.
Существует в общей сложности пять различных видов морских черепах, которые периодически наблюдаются на островах, наиболее распространёнными из них являются исчезающие морские черепахи логгерхеды. Другие четыре — зелёная черепаха, бисса, кожистая черепаха и атлантическая ридлея. В настоящее время нет никаких признаков того, что какой-либо из этих видов размножается на островах, и поэтому те, что можно увидеть в воде, обычно мигрируют. Однако считается, что некоторые из этих видов могли размножаться на островах в прошлом, есть записи о нескольких наблюдениях Кожистой морской черепахи на пляжах Фуэртевентуры, что добавляет правдоподобия этой теории.
Морские млекопитающие включают в себя большие разновидности китообразных, включая редкие и малоизвестные виды. Известно также, что хохлачи время от времени встречаются на Канарских островах. Кроме того, на Канарских островах раньше обитала популяция самого редкого ластоногого в мире — белобрюхого тюленя.

### Галерея местной флоры

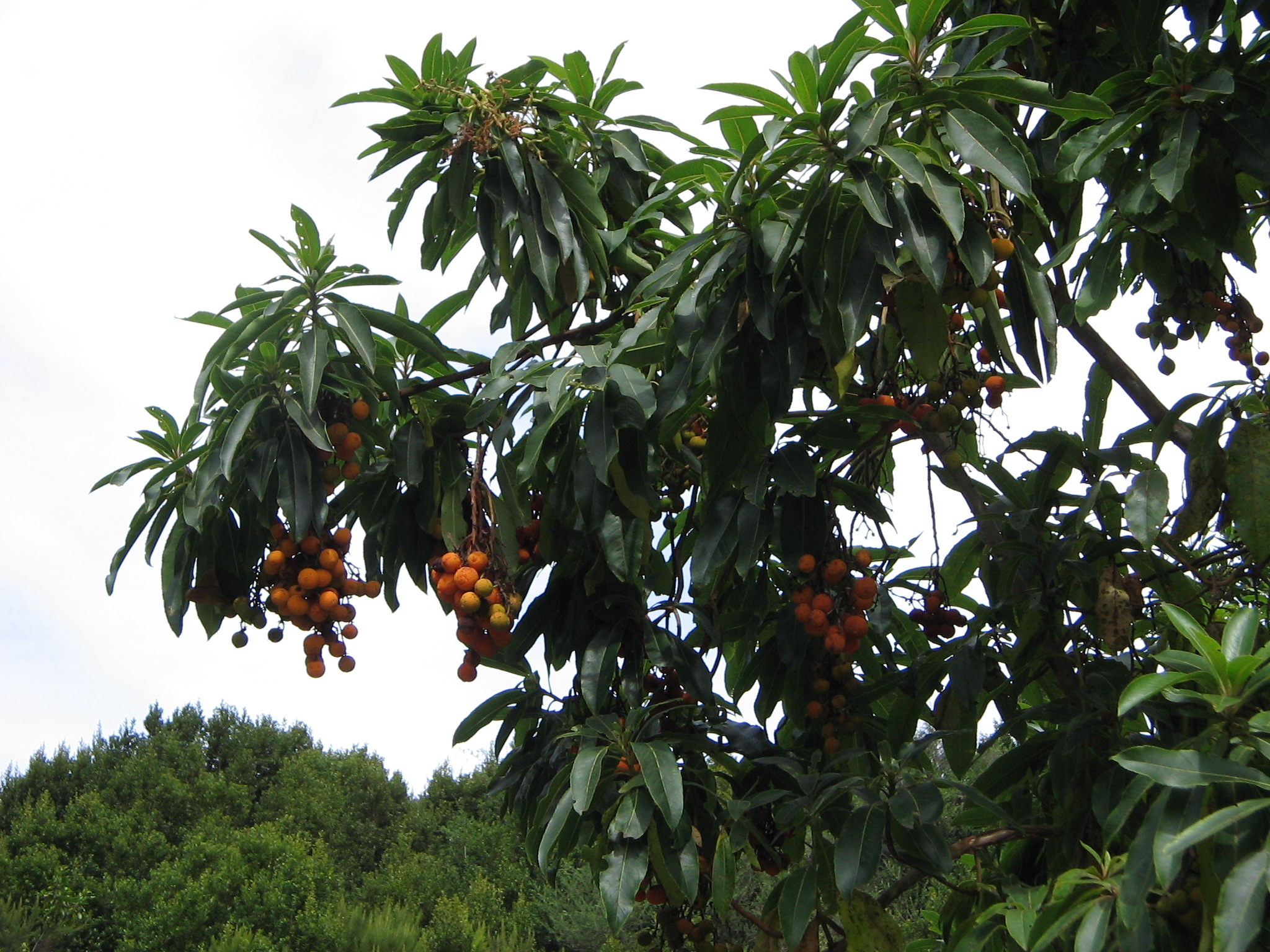
Земляничное дерево
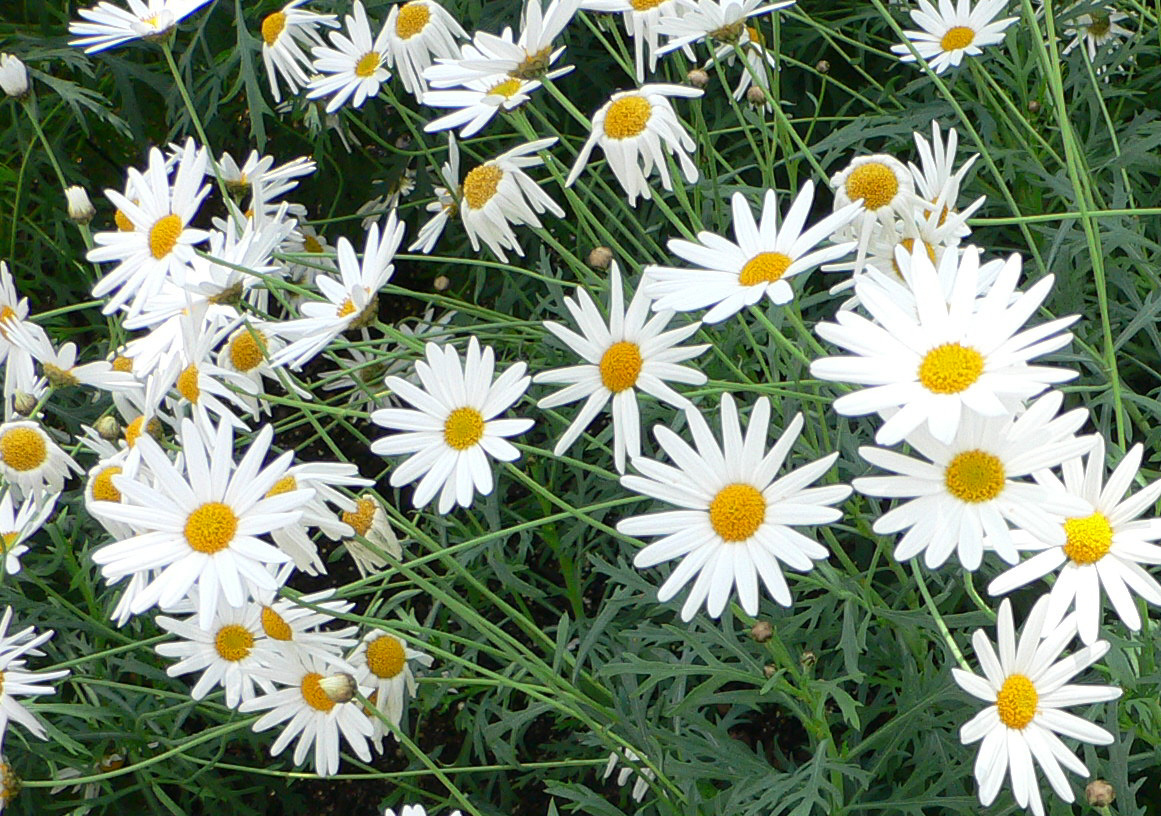
Аргирантемумы[англ.]
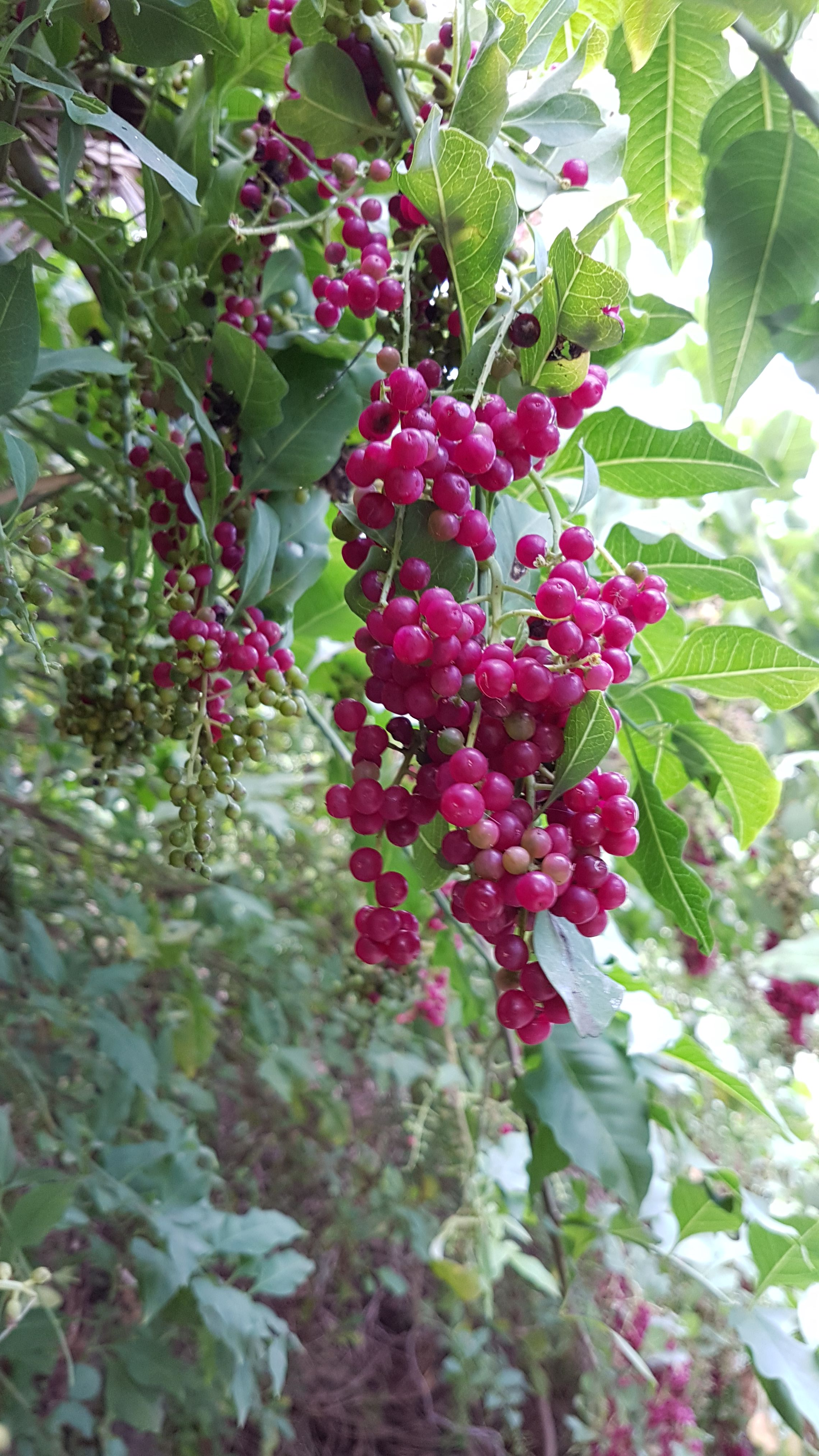
Бозея[англ.]
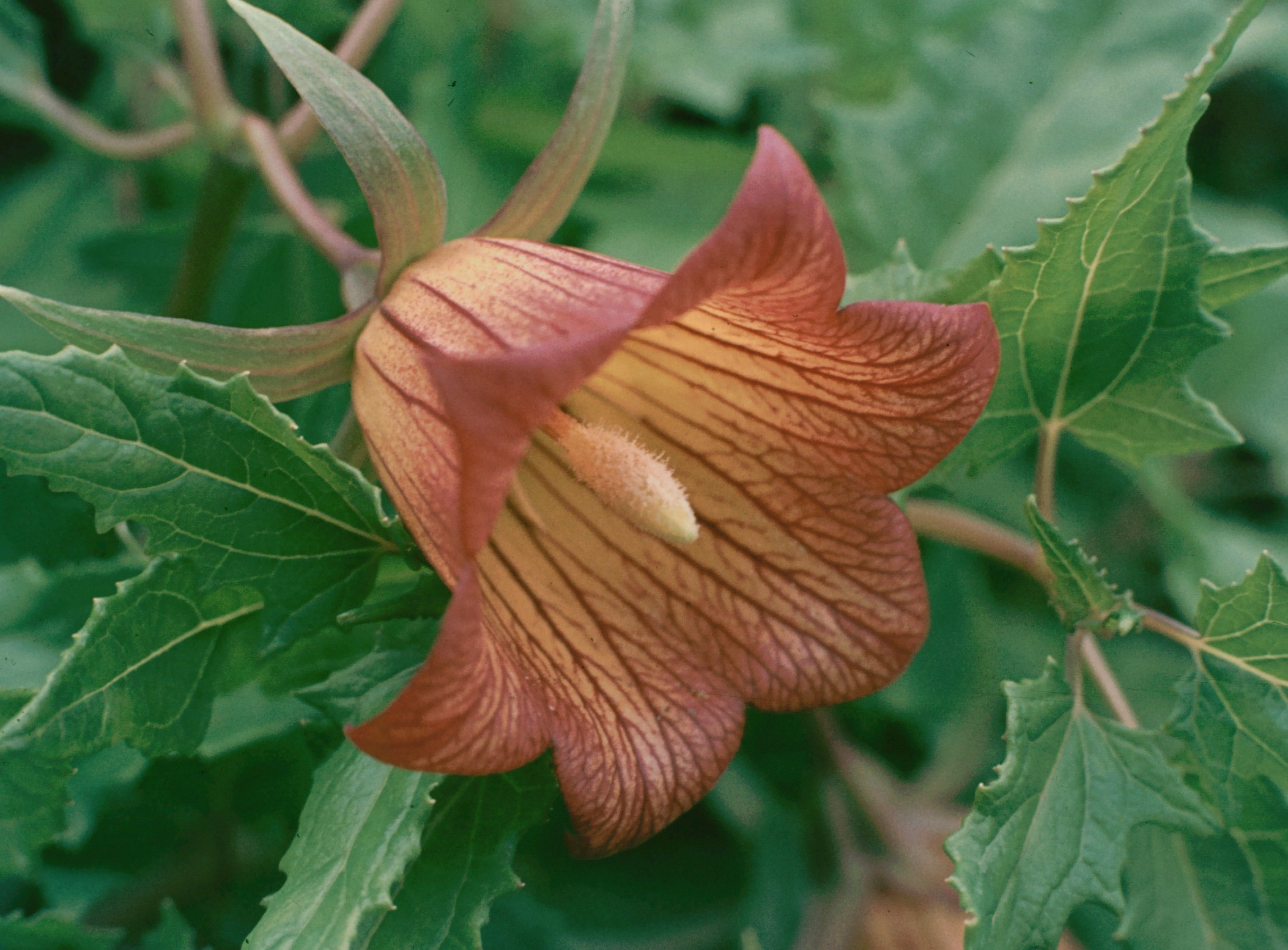
Канарина канарская
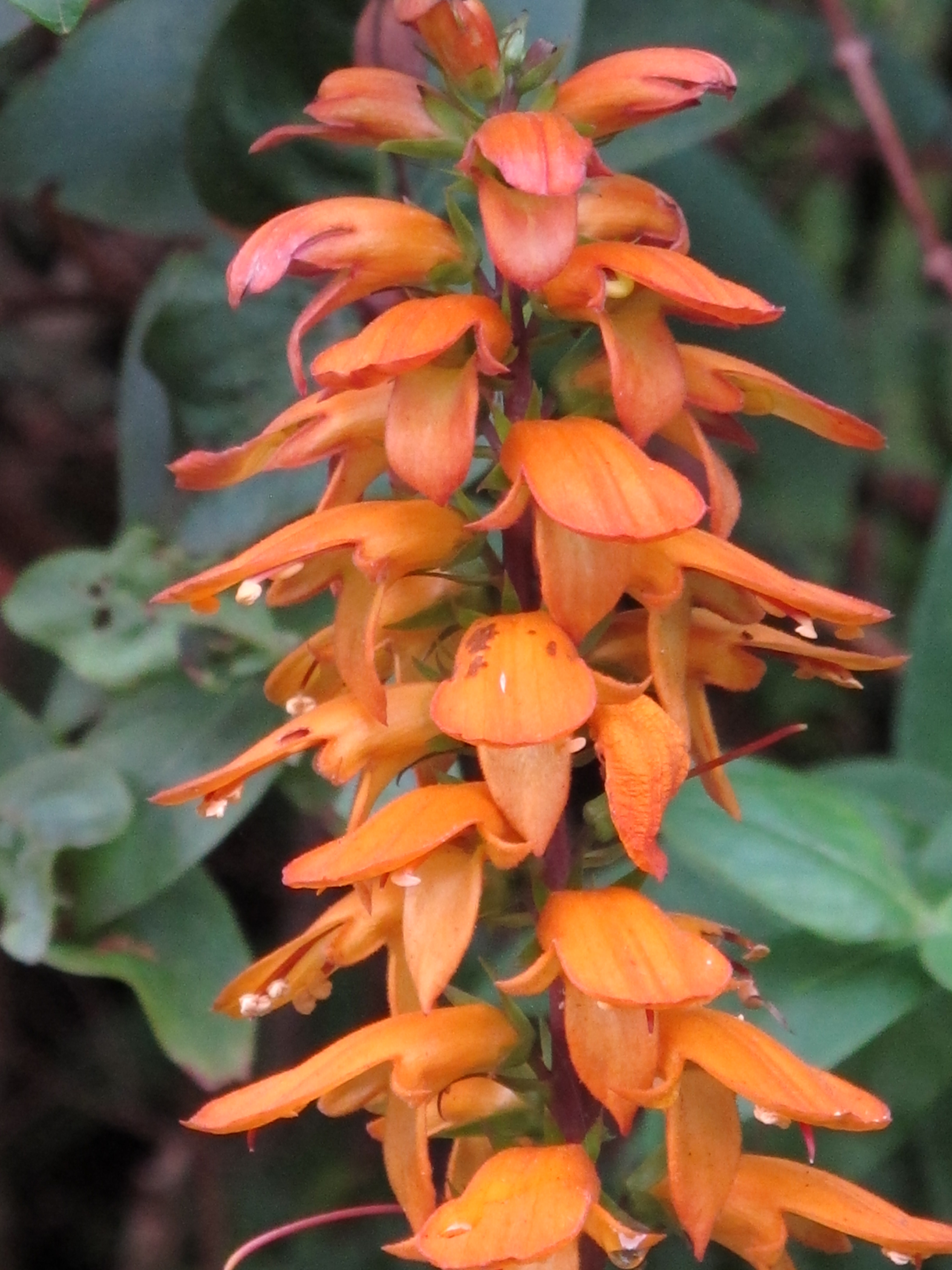
Наперстянка канарская[англ.]
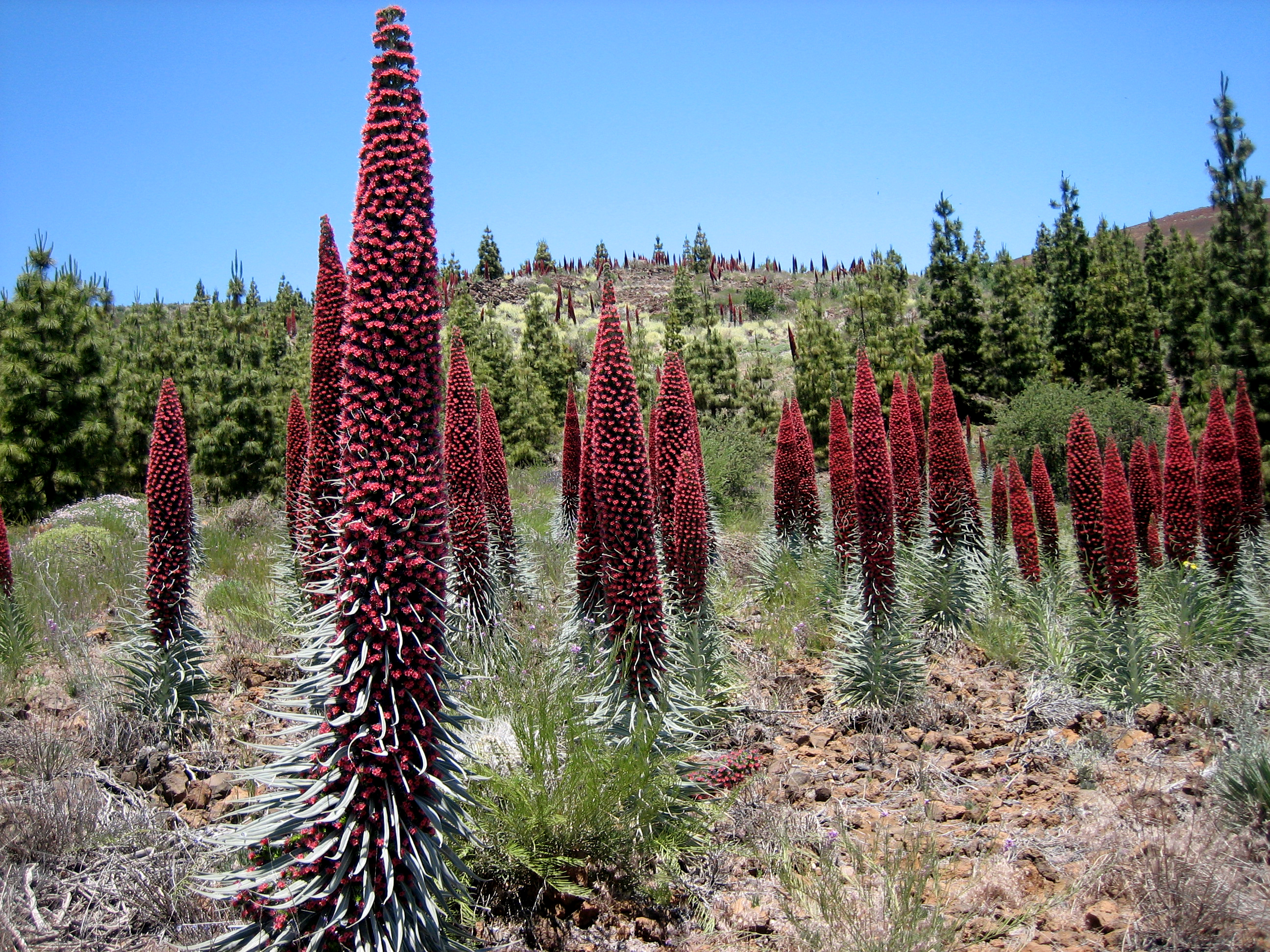
Синяк Вильдпрета
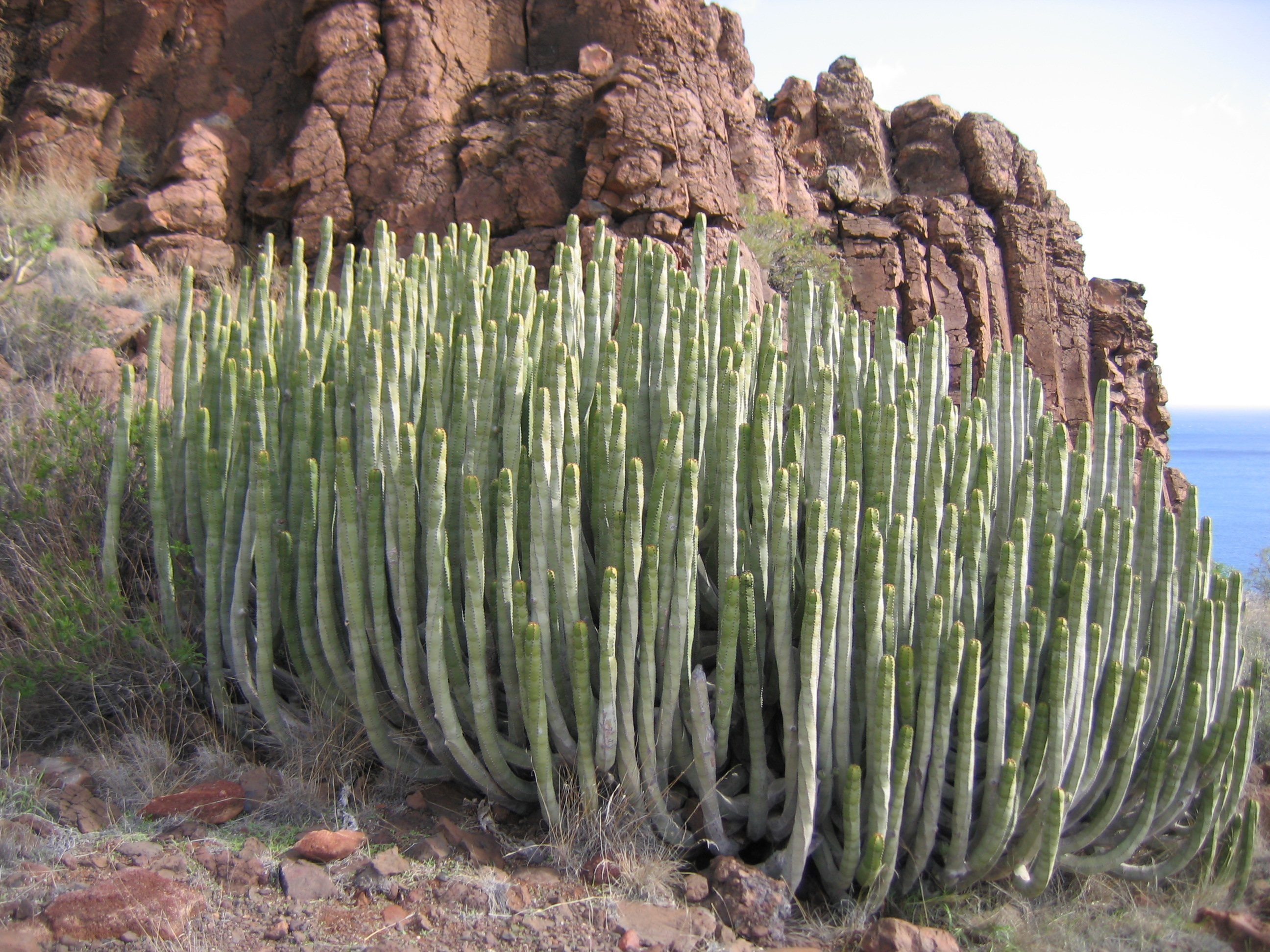
Молочай канарский
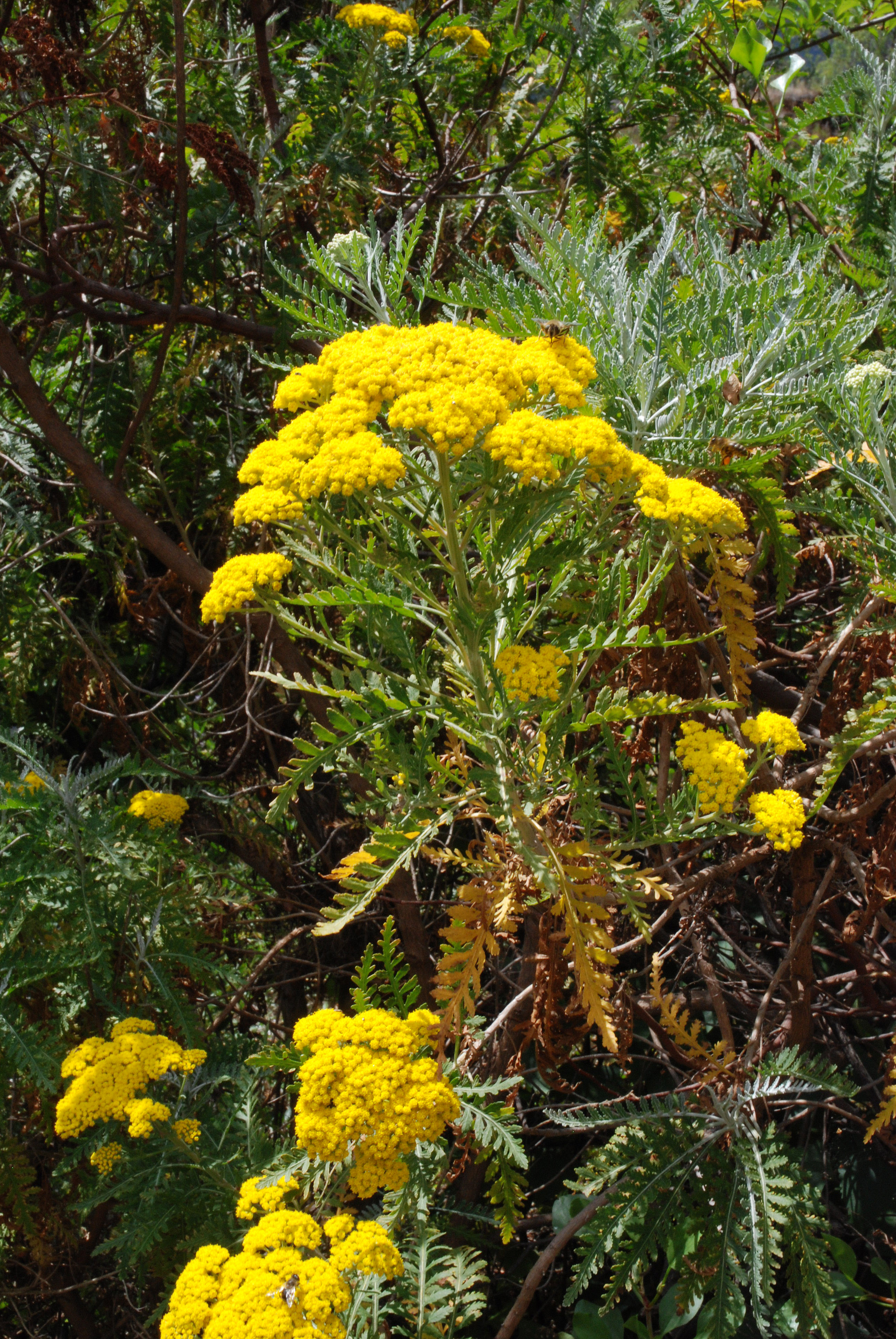
Gonospermum elegans
Мальва
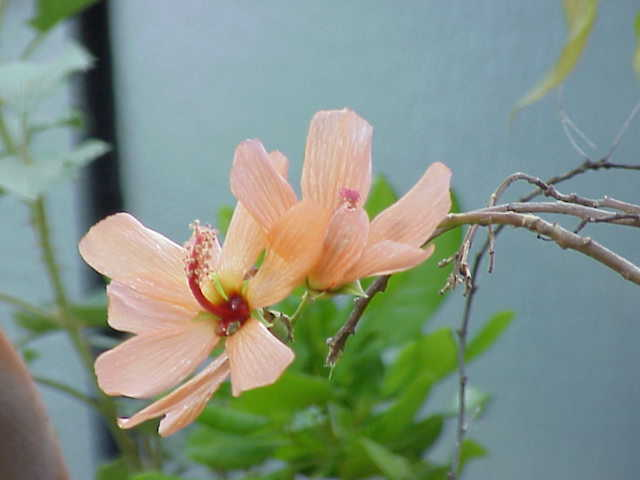
Мальва
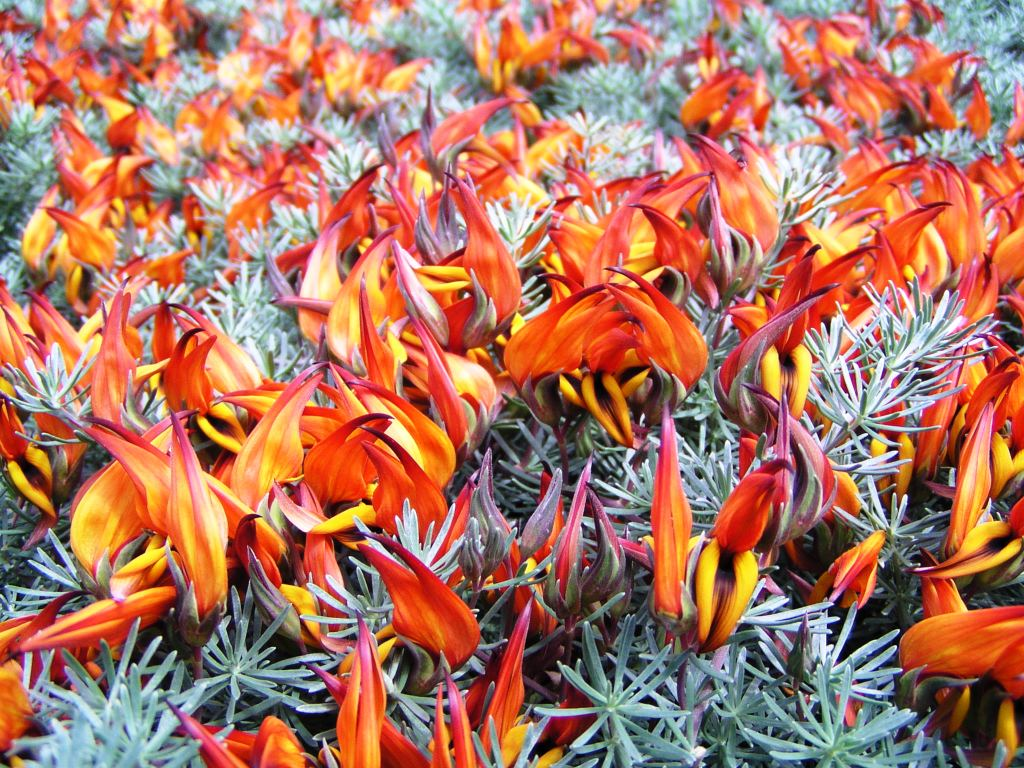
Лядвенец Бертелота
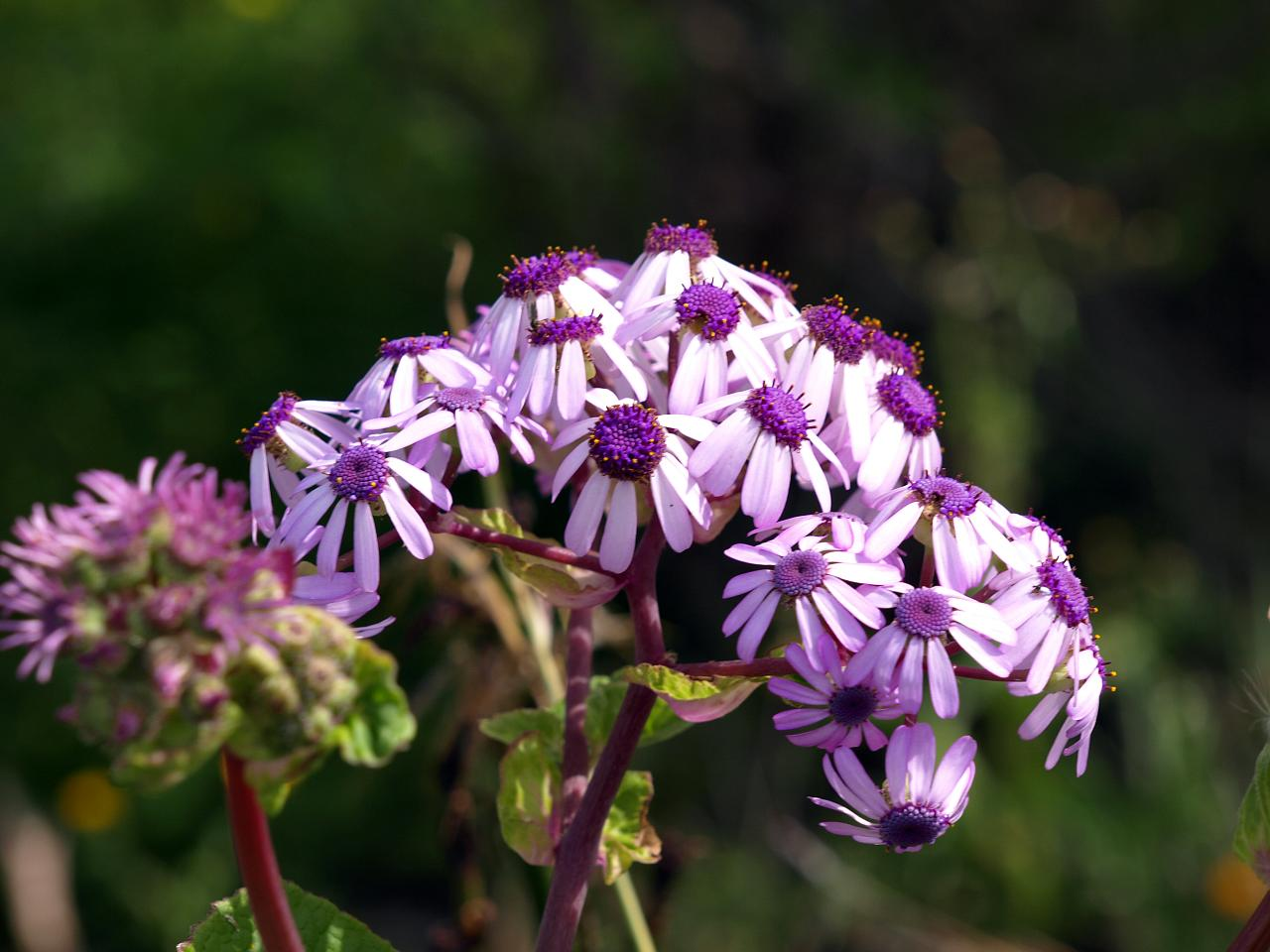
Перикаллис Вебба
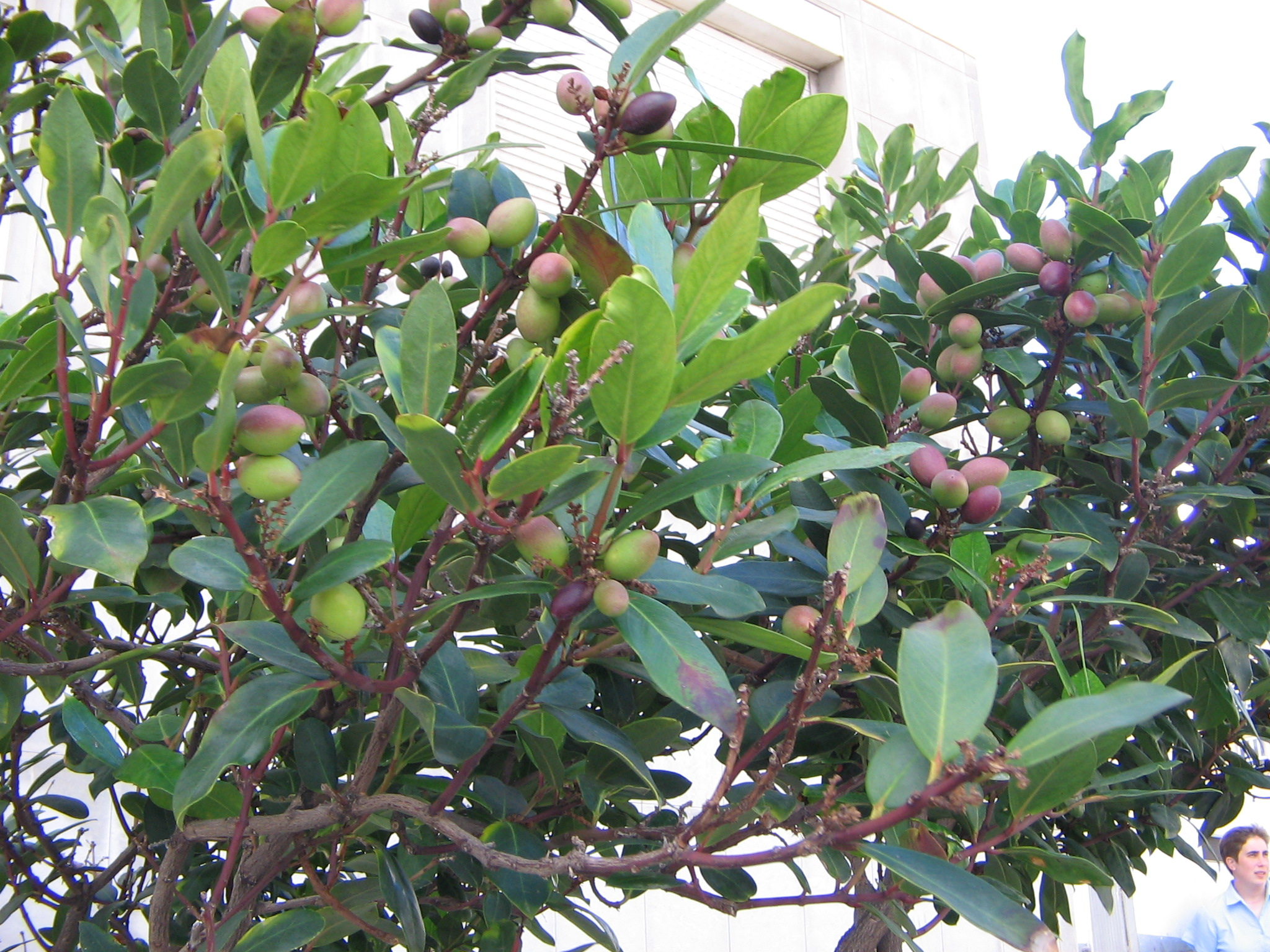
Персея индийская
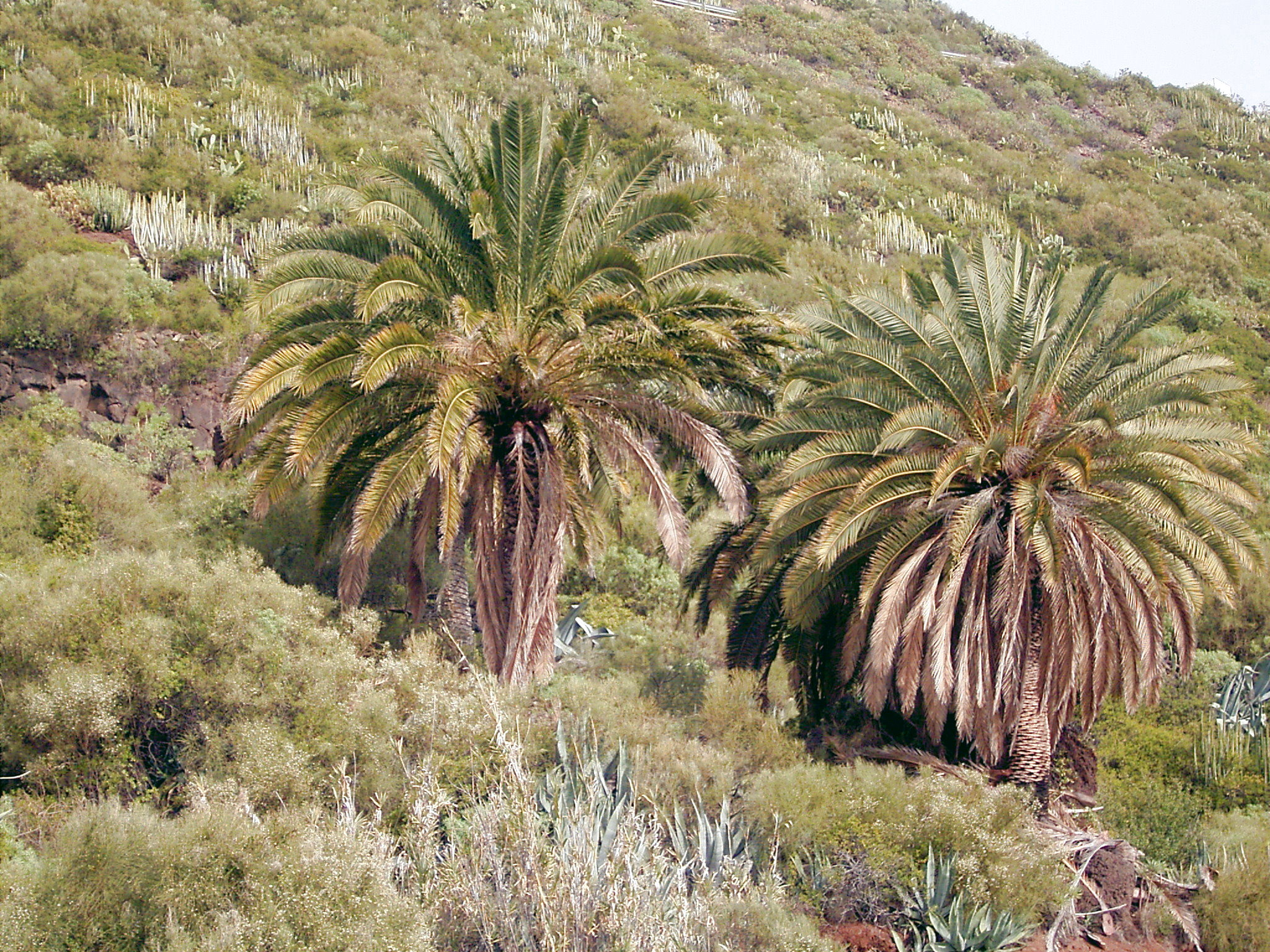
Финик канарский
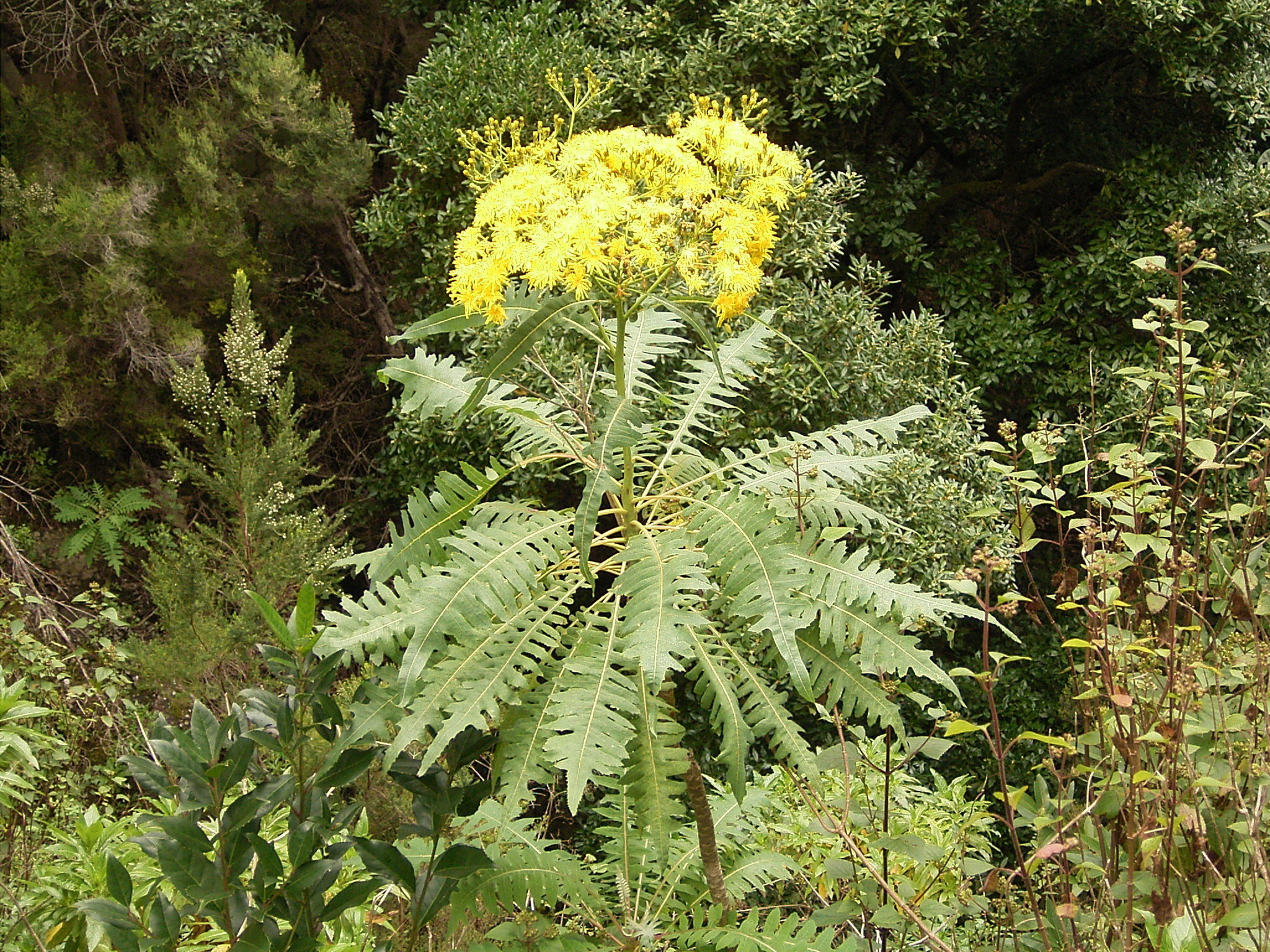
Осот
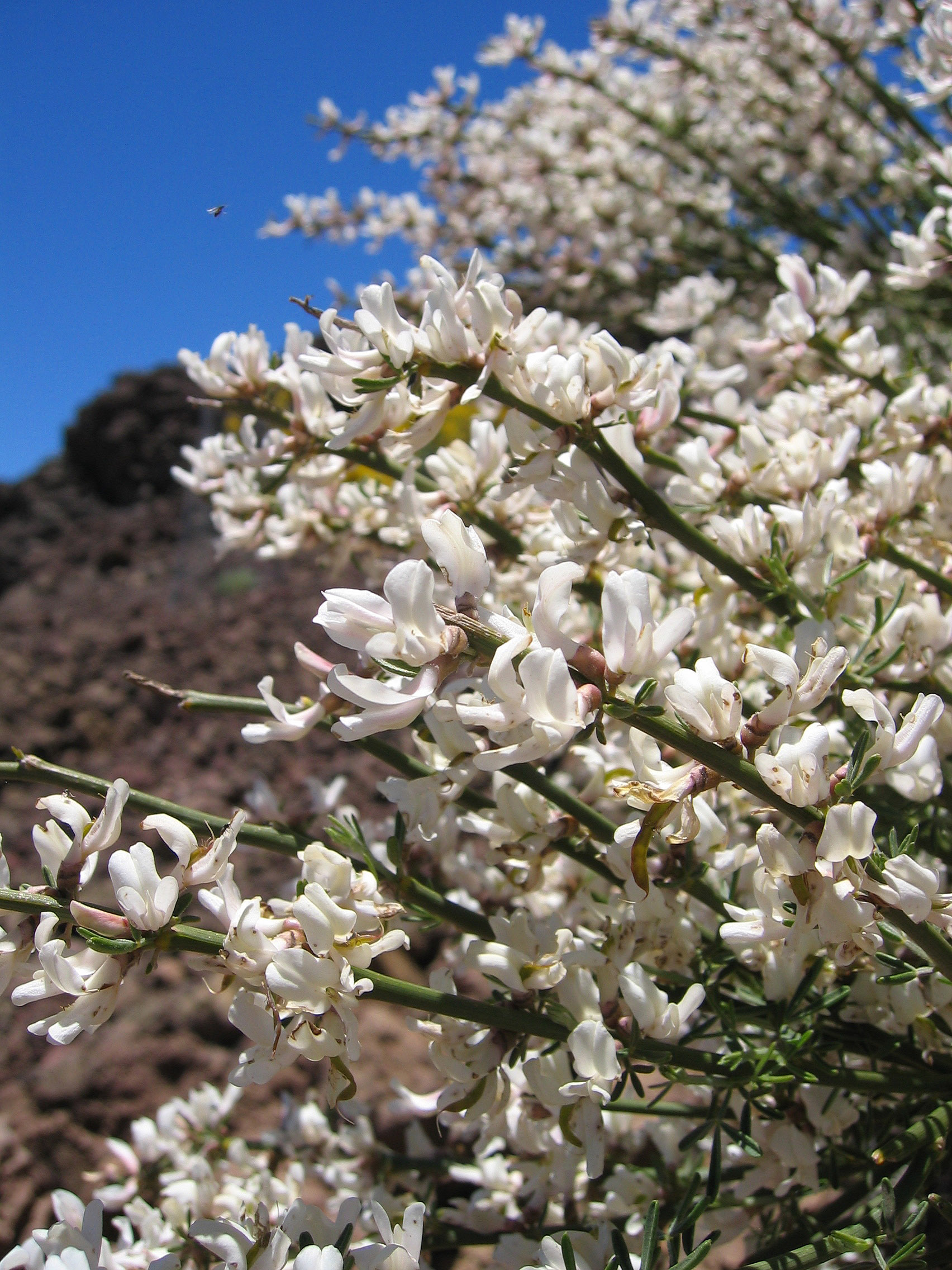
Спартоцитизус надоблачный

## История

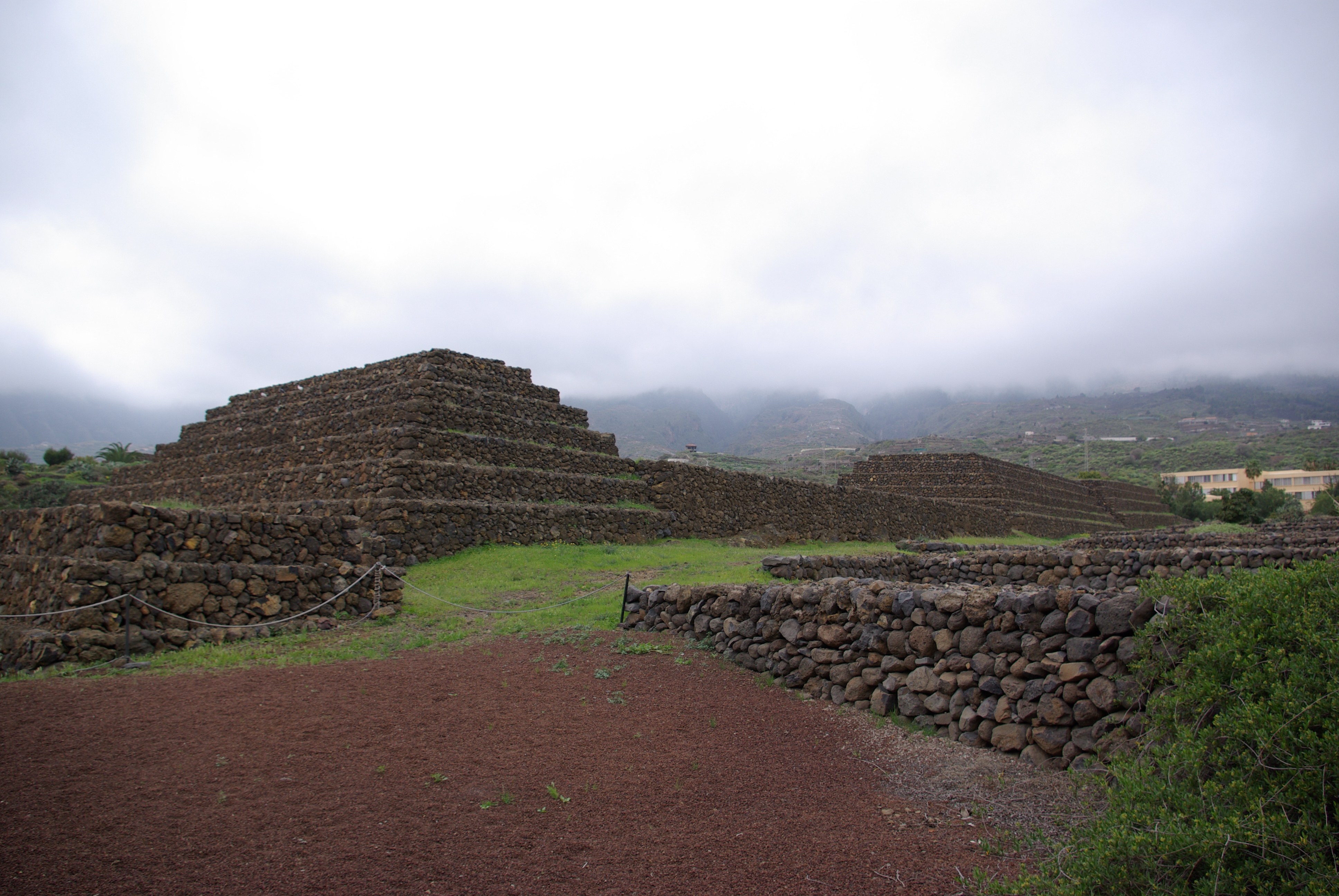
Пирамиды Гуимар — Тенерифе

До прихода на острова европейцев они были заселены племенами гуанчей. Их развитие было на уровне каменного века, они занимались скотоводством и примитивным земледелием. В качестве одежды использовались шкуры зверей. Умели мумифицировать своих вождей. Также этим племенам долгое время приписывали создание пирамид Гуимар, которые однако, согласно новейшим исследованиям, датируются XIX веком.
В эпоху Античности Канарские острова посещали финикийцы, греки и карфагеняне, о чём упоминает Плиний Старший.
В XII веке Канарских островов достигли арабские моряки. Начиная с XIV века сюда прибывали корабли с Майорки, из Португалии и Генуи. Генуэзский путешественник Ланцелотто Малочелло остановился на острове, названного по его имени Лансароте. Французские мореплаватели посетили Канары в 1334 году. В 1344 году Папа Клемент VI дарует острова Кастилии. В 1402 году французы Жан де Бетанкур и Гадифер де Ла Салль от имени короны Кастилии и Леона начинают захват островов. Племена с Гран-Канарии приветствовали европейцев (король Гуарнардарфа (Guarnardafra) выступил за заключение союза), в то время как племена, населявшие Тенерифе, пытались сопротивляться, сражаясь стрелами с каменными наконечниками и пращами. В 1404 году Кастильский король Генрих III провозглашает Жана де Бетанкура королём Канар. Португалия, также претендовавшая на Канарские острова, признала их испанским владением по Алкасовашскому договору от 1479 года. Последние битвы на острове Тенерифе прошли уже в конце XV века. В мае 1494 года гуанчи защитили свой остров, но в декабре 1495 испанцы полностью завладели архипелагом. За несколько недель в северной части острова, предположительно от чумы, умерло 4000 человек. Оставшиеся в живых решили, что боги отвернулись от них, и сдавались группами. 24 июля 1496 года сдался принц Имененчия, и позже он был убит. 29 сентября победитель Алонсо де Луго объявил о полном подчинении Канарских островов.

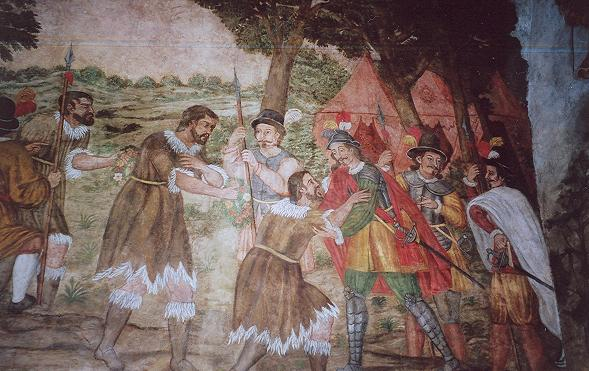
Испанское завоевание гуанчей (1496) — Тенерифе

Во время своего первого путешествия в поисках пути в Индию на острове Гомера делает остановку Христофор Колумб. После открытия Америки Канарские острова становятся важнейшим пунктом на пути из Европы в новый свет. Благодаря такому географическому положению острова становятся целью и других государств, и просто пиратов. В 1586 и 1596 годах марокканские войска захватывали Лансароте. В 1595 году сэр Фрэнсис Дрейк атаковал Лас-Пальмас. В 1599 году голландский флот разрушил Лас-Пальмас. В 1657 году британский флот под командованием адмирала Роберта Блэйка разгромил испанский флот в сражении у Тенерифе. В 1797 году уже адмирал Нельсон пытался захватить Санта-Крус-де-Тенерифе. Но он потерпел поражение и в бою потерял руку. Пушка El Tigre, которая, как утверждают, отстрелила его правую руку, представлена в местном музее. На следующий день после битвы Нельсон написал противнику джентльменское письмо с благодарностью за радушный приём. Письмо явно написано левой рукой. Отправив письмо, бочонок английского пива и сыр, Нельсон поблагодарил испанцев за гуманное отношение к пленным. Несмотря ни на что, Канарские острова остаются под управлением Испании.
В 1821 году они становятся провинцией Испании со столицей в Санта-Крус-де-Тенерифе. Это вызывает недовольство со стороны Лас-Пальмас, и некоторое время в 1840-е годы острова делят на две провинции.
В 1982 году Канарские острова стали автономной областью Испании и в 1986 году вступили в Европейский союз на особых условиях.

## Административное деление

Провинции Канарских островов

| Провинция              | Адм. центр                  | Население, чел. (2011) | Площадь, км² | Муниципалитеты | Кол-во муниципалитетов |
| ---------------------- | --------------------------- | ---------------------- | ------------ | --- | ---------------------- |
| Санта-Крус-де-Тенерифе | Санта-Крус-де-Тенерифе      | 995 429                | 3381         | Санта-Крус-де-Тенерифе, Сан-Кристобаль-де-ла-Лагуна, Арона, Адехе, Ла-Оротава, Гранадилья-де-Абона, Лос-Реалехос, Пуэрто-де-ла-Крус, Канделария, Икод-де-лос-Винос, Такоронте, Лос-Льянос-де-Аридане, Гиа-де-Исора, Гуимар, Эль-Росарио, Сан-Мигель-де-Абона, Санта-Крус-де-ла-Пальма, Санта-Урсула, Сантьяго-дель-Тейде, Тегесте, Сан-Себастьян-де-ла-Гомера, Эль-Саусаль, Ла-Викториа-де-Асентехо, Ла-Матанса-де-Асентехо, Арико, Эль-Пасо, Брения-Альта, Тасакорте, Арафо, Ла-Гванча, Гарачико, Брения-Баха, Лос-Силос, Буэнависта-дель-Норте, Валье-Гран-Рей, Сан-Хуан-де-ла-Рамбла, Вальверде, Вилья-де-Масо, Сан-Андрес-и-Саусес, Фронтера, Вальеэрмосо, Эль-Танке, Фасниа, Тихарафе, Пунтальяна, Барловенто, Эрмигуа, Пунтагорда, Алахеро, Фуэнкальенте-де-ла-Пальма, Вилафлор, Эль-Пинар-де-эль-Иерро, Гарафия, Агуло | 54                     |
| Лас-Пальмас            | Лас-Пальмас-де-Гран-Канария | 1 087 225              | 4066         | Лас-Пальмас-де-Гран-Канария, Тельде, Санта-Лусиа-де-Тирахана, Арресифе, Сан-Бартоломе-де-Тирахана, Арукас, Пуэрто-дель-Росарио, Инхенио, Агуимес, Гальдар, Моган, Ла-Олива, Пахара, Тегисе, Тиас, Санта-Брихида, Сан-Бартоломе, Яйса, Санта-Мария-де-Гиа-де-Гран-Канария, Туйнехе, Терор, Антигва, Вальсекильо-де-Гран-Канария, Ла-Альдеа-де-Сан-Николас, Мойя, Вега-де-Сан-Матео, Фиргас, Агаэте, Тинахо, Ариа, Вальесеко, Техеда, Артенара, Бетанкуриа | 34                     |

## Население
Общая численность населения Канарских островов в сумме по 2-м провинциям
|                        | 2000      | 2001      | 2002      | 2003      | 2004      | 2005      | 2006      | 2007      | 2008      | 2009      |
| ---------------------- | --------- | --------- | --------- | --------- | --------- | --------- | --------- | --------- | --------- | --------- |
| Лас-Пальмас            | 897 595   | 924 558   | 951 037   | 979 606   | 987 128   | 1 011 928 | 1 024 186 | 1 042 131 | 1 070 032 | 1 083 502 |
| Санта-Крус-де-Тенерифе | 818 681   | 856 808   | 892 718   | 915 262   | 928 412   | 956 352   | 971 647   | 983 820   | 1 005 936 | 1 020 490 |
| Кана́рские острова́      | 1 716 276 | 1 781 366 | 1 843 755 | 1 894 868 | 1 915 540 | 1 968 280 | 1 995 833 | 2 025 951 | 2 075 968 | 2 103 992 |
|                        | 2010      | 2011      | 2012      | 2013      | 2014      | 2015      | 2016      | 2017      | 2018      | 2019      |
| Лас-Пальмас            | 1 090 605 | 1 096 980 | 1 100 813 | 1 103 850 | 1 100 027 | 1 098 406 | 1 097 800 | 1 100 480 | 1 109 175 |           |
| Санта-Крус-де-Тенерифе | 1 027 914 | 1 029 789 | 1 017 531 | 1 014 829 | 1 004 788 | 1 001 900 | 1 004 124 | 1 007 641 | 1 018 510 |           |
| Кана́рские острова́      | 2 118 519 | 2 126 769 | 2 118 344 | 2 118 679 | 2 104 815 | 2 100 306 | 2 101 924 | 2 108 121 | 2 127 685 |           |

Жители (канарцы) являются потомками браков между испанцами и древним коренным населением, гуанчами (прото-берберское население), хотя имеется значительный перевес в пользу испанцев:
- Тенерифе — 906 854
- Гран-Канария — 838 397
- Лансароте — 141 938
- Фуэртевентура — 103 167
- Пальма — 86 996
- Гомера — 22 769
- Иерро — 10 892

Итого население: 2 111 013 человек

## Религия

Базилика Богоматери Канделарии, покровительницы Канарских островов.

Как и в остальной части Испании, общество Канарских островов в основном христианское, католической церкви, с момента завоевания Канарских островов в XV веке, религии большинства в архипелаге (более пяти веков). На Канарских островах родились два важных католических святых (оба на острове Тенерифе): Педро де Сан Хосе Бетанкур и Жозе ди Аншиета, бывшие миссионерами в Гватемале и Бразилии соответственно. Однако растущие миграционные потоки (туризм, иммиграция и т. д.), увеличивают число верующих других религий, встречающихся на островах, таких как: мусульмане, евангелисты и практикующие индуизм, Афро-американские религии, китайские религии, буддисты, бахаизм и иудаизм. Существует также форма автохтонного неопаганизма в архипелаге, Церковь народа гуанчи.
Среди последователей Ислама существует на островах Исламская федерация Канарских островов, которая является органом, объединяющим ассоциации и общины мусульманской религии на Канарском архипелаге.
Распределение верований в 2012 году, согласно Независимому барометру Центра социологических исследований, было следующим:
- 84,9 % католиков
- 7,8 % неверующих
- 4,5 % атеистов
- 1,7 % других религий

Среди верующих 38,7 % часто посещают религиозные службы.

### Католические епархии
Канарские острова делятся на две католические епархии, каждая из которых управляется епископом. Обе принадлежат к церковной провинции (митрополии) Севилья:
- Епархия Канарских островов: она охватывает острова провинции Лас-Пальмас (восточная провинция); Гран-Канария, Фуэртевентура и Лансароте. Кафедральный город — Лас-Пальмас-де-Гран-Канария.
- Епархия Сан-Кристобаль-де-ла-Лагуны: она охватывает острова провинции Санта-Крус-де-Тенерифе (западная провинция); Тенерифе, Пальма, Гомера и Иерро. Кафедра в городе Сан-Кристобаль-де-ла-Лагуна.

## Экономика

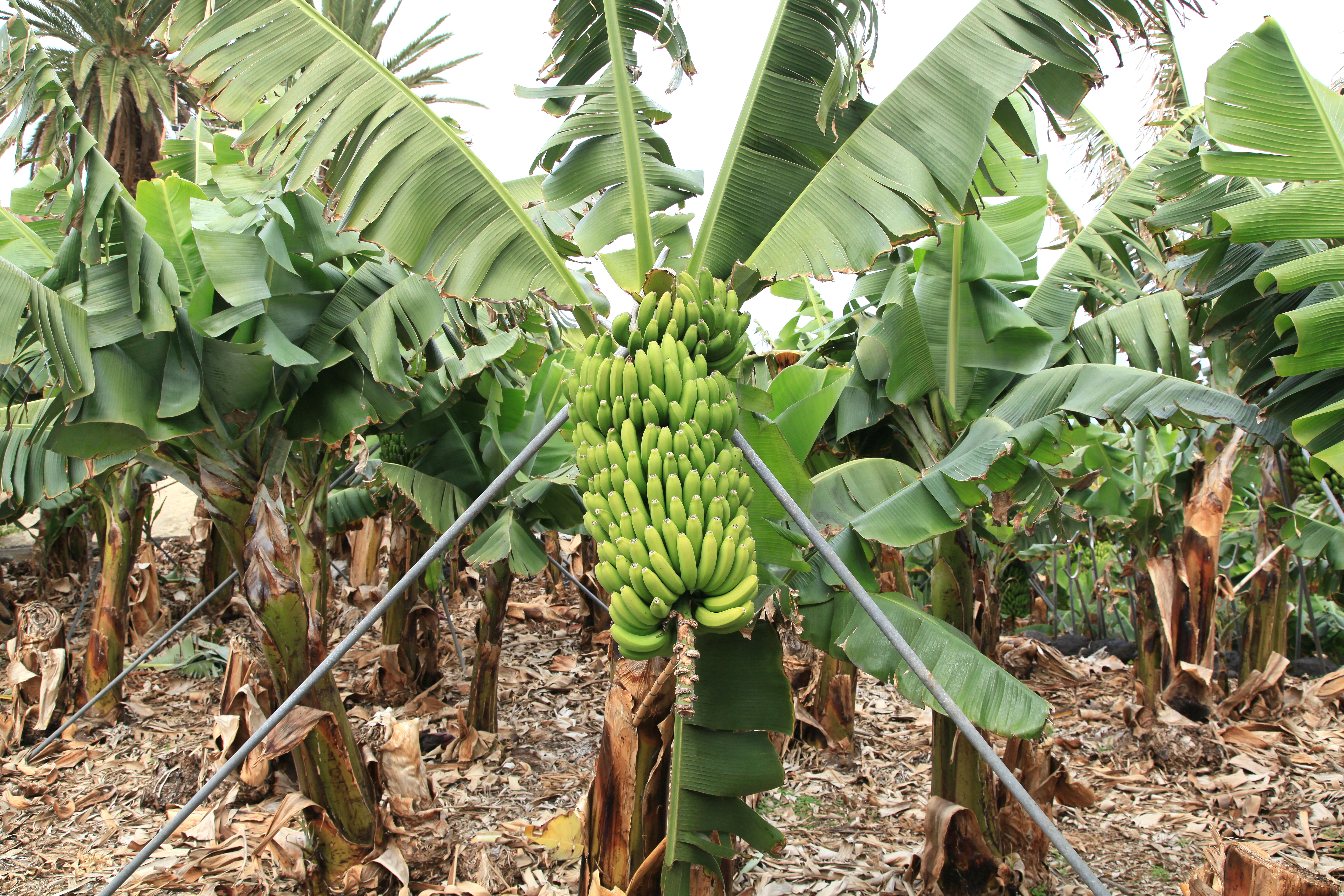
Банановая плантация в Сан-Андрес-и-Саусес

Экономика Канарских островов основана, главным образом, на туризме, который дает до 80 % ВВП. Один лишь остров Тенерифе посещают 3 миллионов туристов в год.
Небольшую часть дохода дает сельское хозяйство, прежде всего выращивание бананов. Также выращивается виноград и производится вино.

## Транспорт
На всех Канарских островах есть аэропорты и морские порты. Основным видом наземного пассажирского транспорта на Канарских островах являются автобусы и такси. На Гран-Канария планируется строительство железной дороги.

## Наука и техника

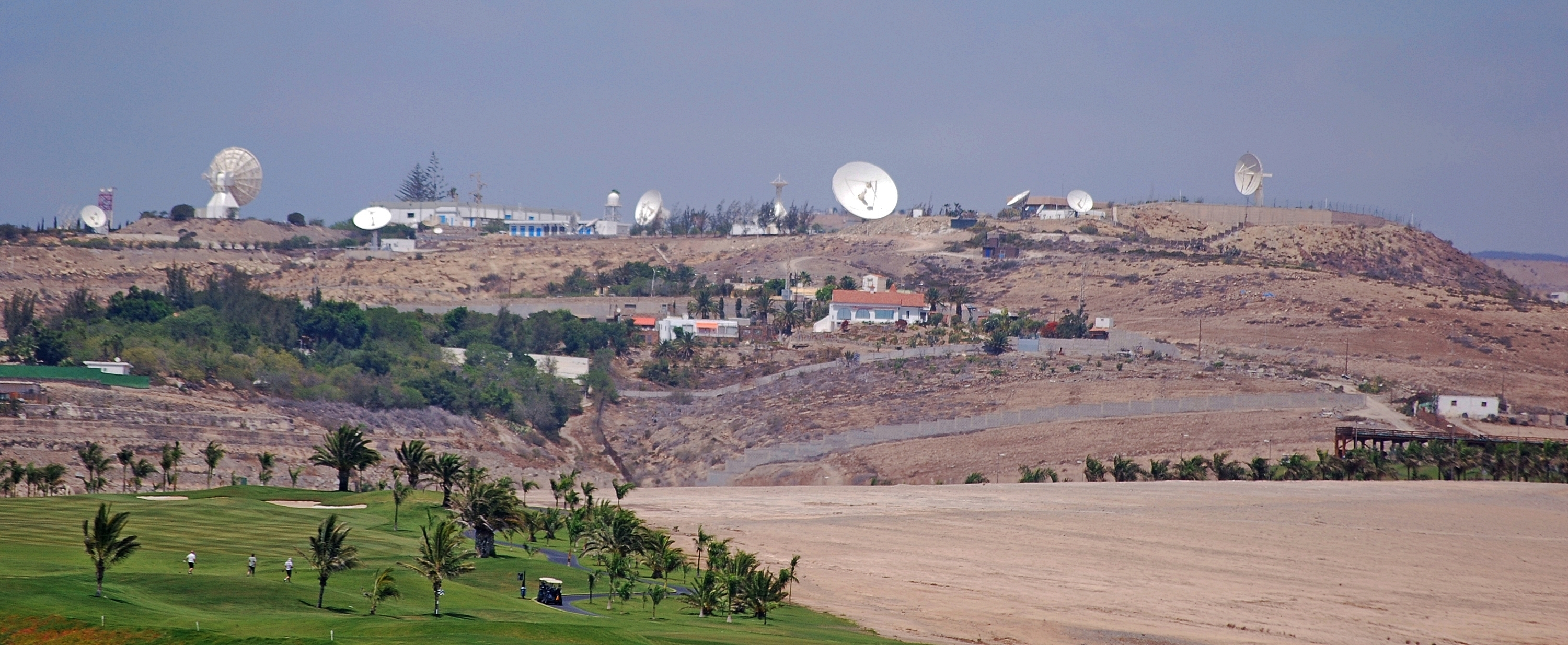
Станция космического слежения на Гран-Канарии.

В 1960-х годах Гран-Канария была выбрана в качестве места расположения одной из 14 наземных станций сети пилотируемых космических полетов (MSFN) для поддержки космической программы НАСА. Станция Маспаломас, расположенная на юге острова, принимала участие в ряде космических миссий, включая высадку на Луну Аполлон-11 и Скайлэб. Сегодня он продолжает поддерживать спутниковую связь как часть сети ЕКА.
Из-за отдаленного расположения на архипелаге создано несколько астрономических обсерваторий, в том числе обсерватория Тейде на Тенерифе, обсерватория Роке-де-лос-Мучачос на Ла-Пальме и астрономическая обсерватория Темисас на Гран-Канарии.

## Праздники

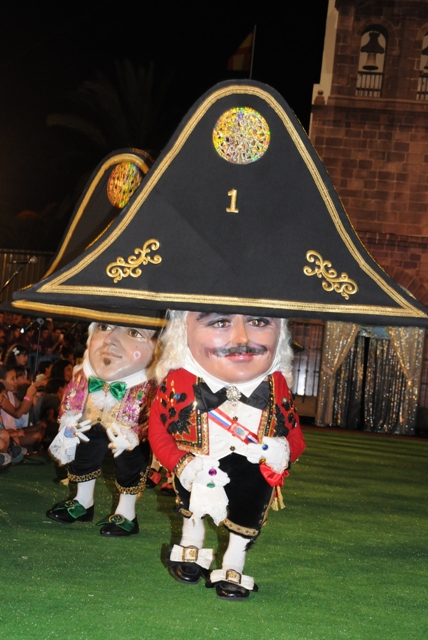
Танец гномов является одним из самых важных событий Люстральных празднеств Bajada de la Virgen de las Nieves в Санта-Крус-де-Ла-Пальма.

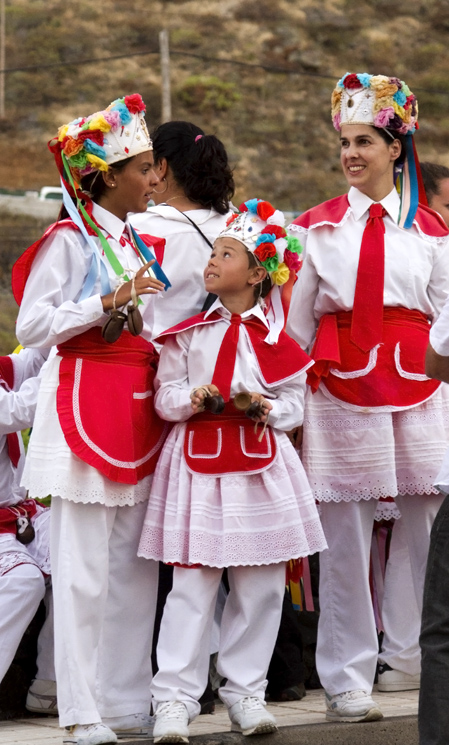
Танцоры в Эль-Тамадусте (Эль-Йерро).

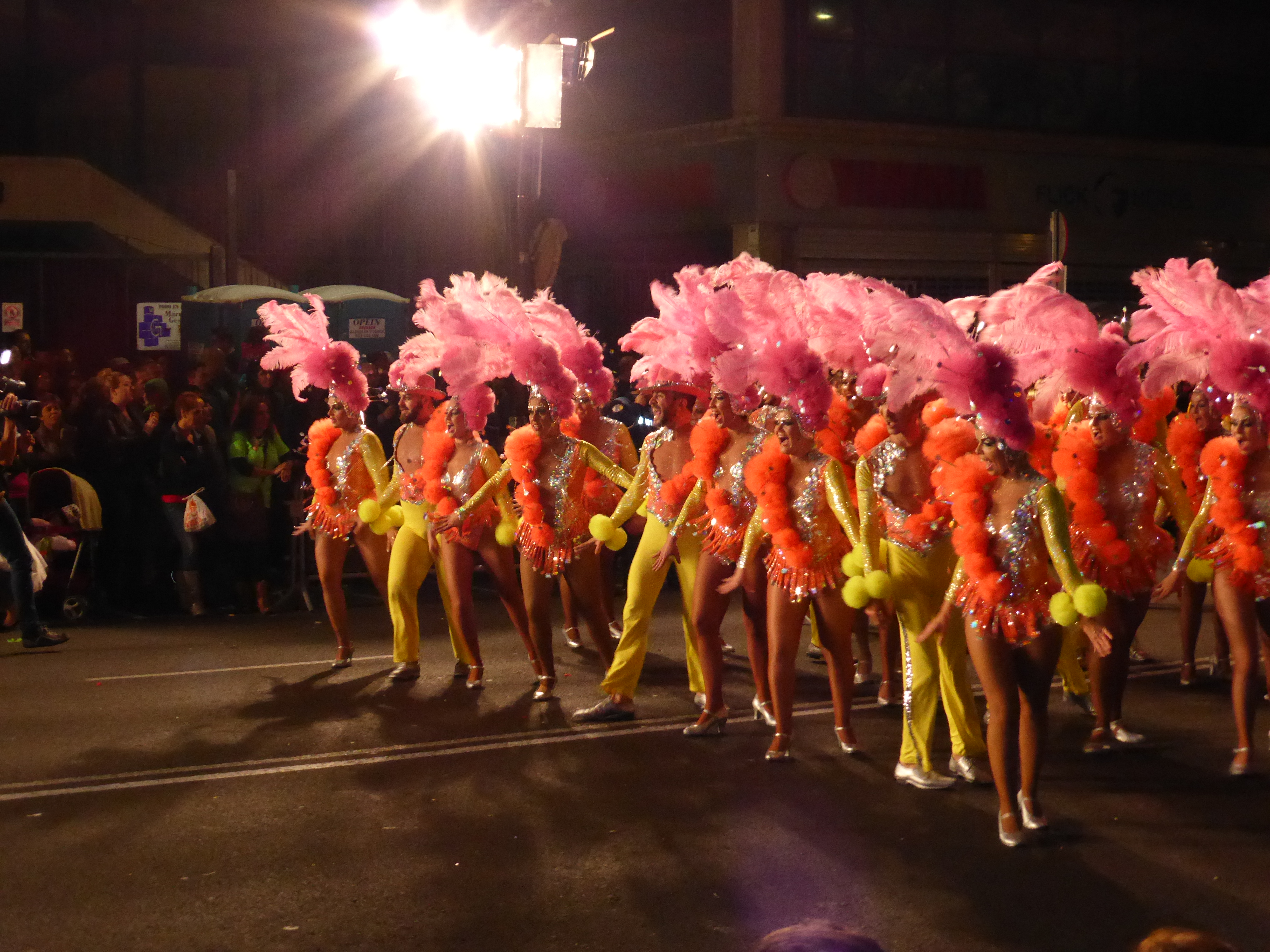
Парад на карнавале Санта-Крус-де-Тенерифе.

Некоторые праздники, отмечаемые на Канарских островах, являются международными и национальными, так же есть региональные и островные. 30 мая является днем Канарских островов. В этот день отмечается годовщина первой сессии парламента Канарских островов, проходившей в городе Санта-Крус-де-Тенерифе 30 мая 1983 года.
Общий праздничный календарь на всех Канарских островах выглядит следующим образом:
| Дата            | Название                                                      | Информация |
| --------------- | ------------------------------------------------------------- | --- |
| 1 января        | Новый год                                                     | Международный фестиваль. |
| 6 января        | Богоявление                                                   | Католический праздник. |
| март или апрель | Великий четверг и Великая пятница                             | Христианский праздник. |
| 1 мая           | Праздник Весны и Труда                                        | Международный фестиваль. |
| 30 мая          | День Канарских островов                                       | День автономного сообщества. Годовщина первой сессии парламента Канарских островов. |
| 15 августа      | Вознесение Девы Марии                                         | Католический праздник. Этот день является праздничным на архипелаге, как и во всей Испании. В народе на Канарских островах он известен как день празднования Девы Канделарии (Святой покровительницы Канарских островов). |
| 12 октября      | Национальный праздник Испании. Празднование открытия Америки. | |
| 1 ноября        | Собор всех святых                                             | Католический праздник. |
| 6 декабря       | День Конституции                                              | Празднование испанского конституционного референдума 1978 года. |
| 8 декабря       | Непорочное зачатие Девы Марии                                 | Католический праздник. Непорочное зачатие — святой покровитель Испании. |
| 25 декабря      | Рождество Христово                                            | Христианский праздник. Празднование рождения Иисуса Христа. |

Кроме того, каждый из островов имеет свой праздник. Это празднества святых покровителей каждого острова:
| Дата                                              | Остров        | Святой                    |
| ------------------------------------------------- | ------------- | ------------------------- |
| 2 февраля                                         | Тенерифе      | Пресвятая Дева Канделярия |
| 5 августа                                         | Пальма        | Дева Мария Снежная        |
| 8 сентября                                        | Гран-Канария  | Дева-дель-Пино            |
| 15 сентября                                       | Лансароте     | Пресвятая леди Долорс     |
| третья суббота сентября                           | Фуэртевентура | Богоматерь Пенья          |
| 24 сентября                                       | Иерро         | Богородица царей          |
| понедельник, следующий за первой субботой октября | Гомера        | Дева Мария Гваделупская   |

Самым известным фестивалем Канарских островов является карнавал. Это самый известный и международный фестиваль архипелага. Карнавал празднуется на всех островах и во всех его муниципалитетах, возможно, самые популярные из них: Карнавал в Санта-Крус-де-Тенерифе и Карнавал в Лас-Пальмасе. Его празднуют на улицах c февраля по март. Но на остальных островах архипелага есть свои карнавалы со своими традициями, среди которых выделяются: фестиваль Карнерос Эль-Йерро, фестиваль Диаблетов Тегисе на Лансароте, Лос-Индианос-Де-Ла-Пальма, карнавал Сан-Себастьян-де-ла-Гомера и Карнавал Пуэрто-дель-Росарио на Фуэртевентуре.

## Спорт

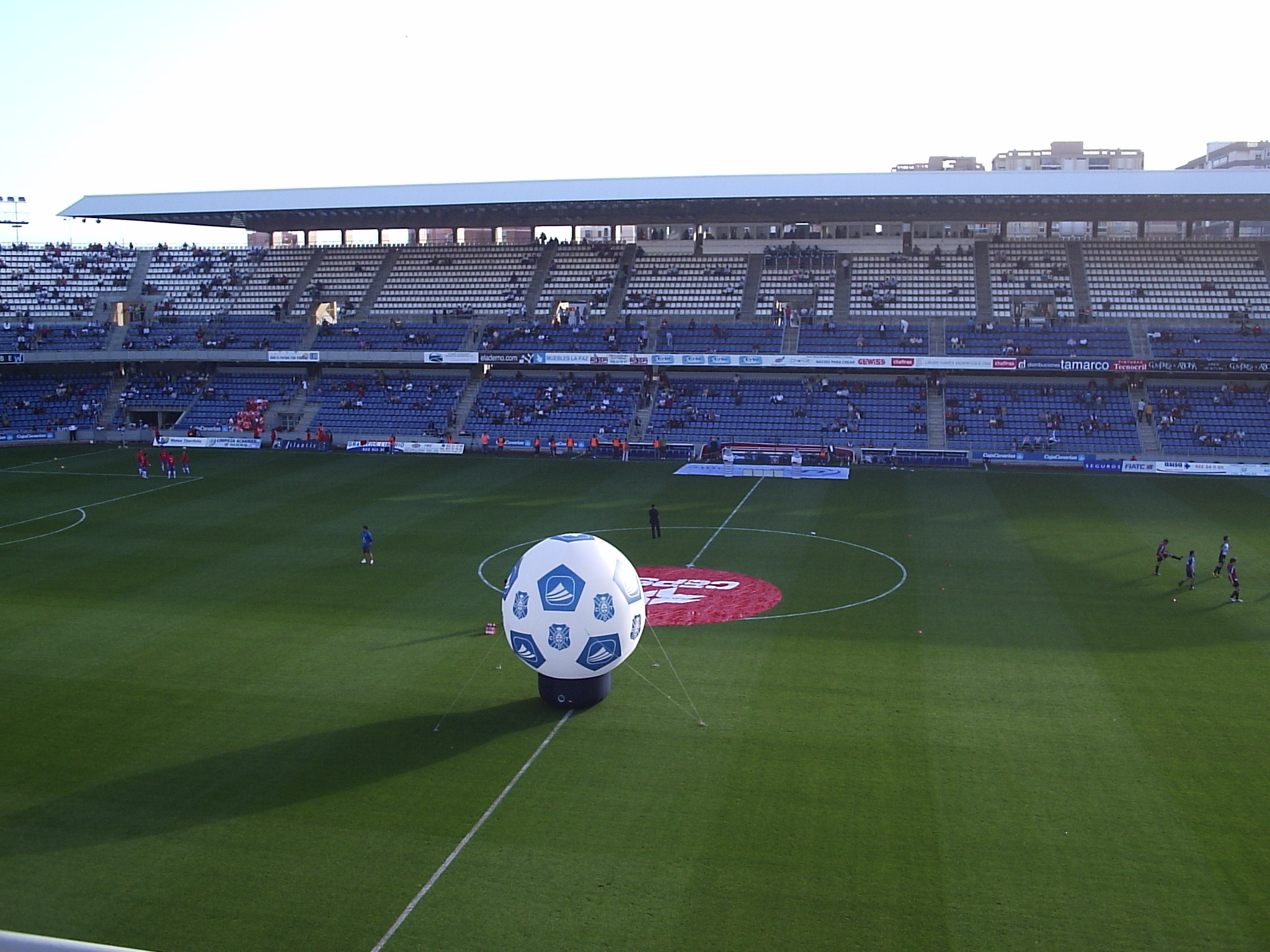
Стадион Элиодоре Родригес Лопес на Тенерифе, стадион с самой большой площадью поля на Канарских островах

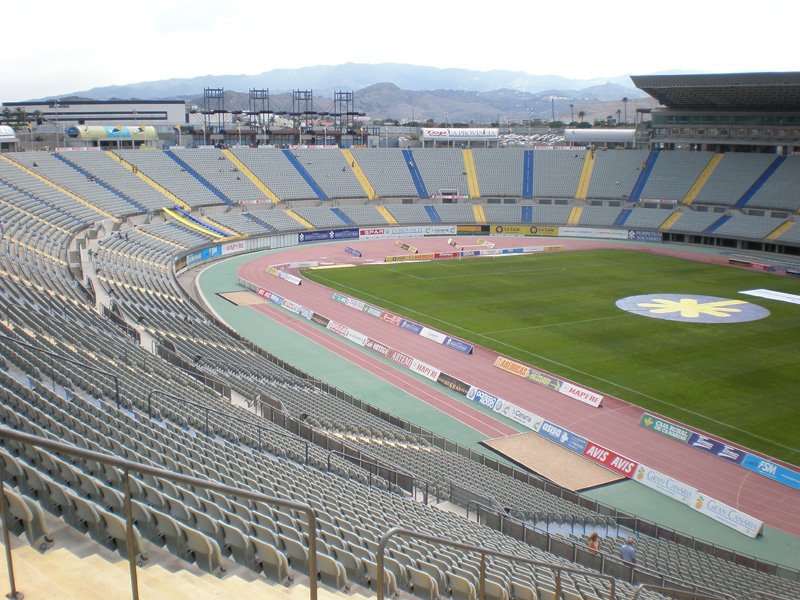
Стадион Гран-Канария, самое большое спортивное сооружение Канарских островов

На островах имеется собственный вид единоборств, именуемый канарской борьбой. Во время поединка противники стоят в специальной зоне, называемой терреро, и пытаются заставить друг друга коснуться земли любой честью тела кроме ступней ног.
Другой вид спорта — борьба длинными палками. Возможно, она произошла от пастухов, которые бросали друг другу вызов, используя свои длинные трости.
Кроме того, существует прыжок пастуха. Он включает в себя использование длинной палки, чтобы перепрыгнуть через открытую область. Этот вид спорта, возможно, развился из потребности пастуха время от времени перебираться через открытую местность в горах, когда они пасли своих овец.
Две основные футбольные команды на архипелаге: Тенерифе (основан в 1912 году) и Лас-Пальмас (основан в 1949 году). В сезоне 2018/2019 года и Тенерифе, и Лас-Пальмас играли во Втором дивизионе Испании по футболу. Находясь в одном дивизионе, клубы соревнуются в дерби на Канарских островах.
Гористая местность Канарских островов также способствует растущей популярности ультра-бега и ультрамарафонов в качестве места проведения ежегодных соревнований на длинные дистанции, включая Кахамар Тенерифе Блуэтрейл на Тенерифе, Трансвульканию на Ла-Пальме, Трансгранканарию на Гран-Канарии и Marathon des Sables на Фуэртевентуре. Ежегодный триатлон Ironman проводится на Лансароте с 1992 года.

## Известные спортсмены
- Николас Гарсия
- Серхио Родригес Гомес
- Давид Сильва
- Хуан Карлос Валерон
- Педро
- Карла Суарес Наварро
- Хесе Родригес
- Педро Суарес
- Педри

## Проблема нелегальной иммиграции
В последние десятилетия Канарские острова постепенно превратились в транзитный пункт для выходцев из стран западной Африки (Марокко, Западная Сахара, Мавритания, Мали, Гамбия, Сенегал и др.), пытающихся перебраться из своих стран в Испанию или другие страны Европейского союза. Многие погибают в море, не добравшись до суши на своих самодельных лодках или плотах. На островах имеются специальные лагеря помощи для беженцев, включая специализированные учреждения для детей, число которых среди нелегальных иммигрантов постоянно увеличивается в связи с тем, что испанские законы запрещают депортацию лиц, не достигших 18-летнего возраста.

### История
- Сражение при Санта-Крус-де-Тенерифе (1797)
- Первая битва у Асентехо
- Пирамиды Гуимар
- Вторая битва у Асентехо
- Столкновение в аэропорту Лос-Родеос

### География
- Кумбре-Вьеха
- Ла-Матанса-де-Асентехо
- Оротава

### Культура
- Кухня Канарских островов
- Канарский диалект
- Исленьо
- Сильбо гомеро